# AG Carinae
Désignations
AG Carinae (en abrégé AG Car) est une étoile de la constellation de la Carène. Elle est classée comme variable lumineuse bleue (LBV) et est l'une des étoiles les plus lumineuses de la Voie lactée. La grande distance (20 000 années-lumière) et la présence de poussière interstellaire signifie que l'étoile n'est habituellement pas visible à l'œil nu ; sa magnitude apparente varie de façon erratique entre les magnitudes 5,7 et 9,0.

## Description

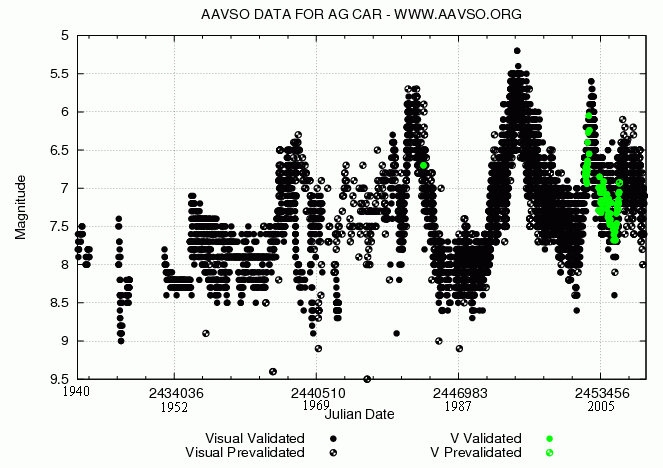
Courbe de lumière de l'AAVSO de la variable lumineuse bleue AG Car du 1er janvier 1940 au 23 novembre 2010. La luminosité est plus élevée vers le haut et plus faible vers le bas.

L'étoile est entourée d'une nébuleuse de matériaux éjectés à 0,4–1,2 pc de celle-ci. La nébuleuse contient environ 15 M☉, perdue par l'étoile il y a environ 10 000 ans. Il y a une cavité vide large de 8,8 pc dans le milieu interstellaire entourant l'étoile, sans doute nettoyée par des vents rapides plus tôt dans la vie de l'étoile,.
AG Carinae est apparemment dans une phase de transition entre une supergéante bleue massive de type O et une étoile Wolf-Rayet, où elle est hautement instable et subit des pulsations erratiques, de plus grandes explosions occasionnelles et de rares éruptions massives. Le type spectral varie entre WN11 au minimum visuel et celui d'une hypergéante de type A précoce au maximum. Au minimum visuel l'étoile est à environ 65 R☉ et à 20000–24000 K, tandis qu'au maximum visuel elle est à plus de 400 R☉ et à 8000 K. La température varie lors des différents minima,.
Une étude a calculé que la luminosité bolométrique de AG Carinae décroît lors des explosions de type S Doradus, contrairement à la plupart des LBV qui conservent une luminosité à peu près constante. La luminosité chute d'environ 1,5 million L☉ au minimum visuel à environ 1 million L☉ au maximum visuel, peut-être à cause de l'énergie nécessaire pour «gonfler» une partie considérable de l'étoile.
Les modèles d'évolution de l'étoile suggèrent qu'elle avait une vitesse de rotation faible pendant la plus grande partie de sa vie, mais les observations actuelles montrent une vitesse de rotation plutôt élevée.
Les modèles des LBV progéniteurs des supernovas de type IIb classent AG Carinae comme possédant le spectre stellaire final avant l'effondrement du cœur, bien que ces modèles soient faits pour des étoiles ayant 20 à 25 fois la masse du Soleil alors qu'on pense qu'AG Carinae est beaucoup plus grosse. La masse initiale de l'étoile aurait été de l'ordre de 100 M☉ et actuellement on pense qu'elle est d'environ 55-70 M☉,.

## Controverse sur la distance
La parallaxe du Data Release 1 (DR1) de la mission Gaia suggère que la distance de AG Carinae et de sa voisine Hen 3-519 est beaucoup plus proche que précédemment estimé, autour de 2 kpc.
La parallaxe plus ancienne de AG Carinae fournie par Hipparcos avait une marge d'erreur plus grande que la parallaxe elle-même et donnait donc très peu d'information sur sa distance. La distance de 6000 pc est basée sur des hypothèses sur les propriétés des LBV, des modèles d'extinction interstellaire et des mesures cinématiques. La parallaxe de Gaia DR1, issue de la combinaison de la première année de mesures de Gaia avec l'astrométrie Tycho, est de 0,40 ± 0,22 mas. L'équipe Gaia recommande qu'une erreur systématique supplémentaire de 0,3 mas soit prise en compte (c'est-à-dire ajoutée à la marge d'erreur calculée). Smith et al. argumentent que l'erreur systématique de 0,3 mas peut être ignorée et que donc la distance de AG Carinae est de 2,50 ± 1,41 kpc.
Dans Gaia Data Release 3, la parallaxe vaut 0,192 5 ± 0,016 5 mas, correspondant à une distance de 5 195 ± 445 pc (∼16 900 al),.